# Ceroplesis massaica
Ceroplesis massaica là một loài bọ cánh cứng trong họ Cerambycidae.